# Station Gent-Sint-Pieters
Het Station Gent-Sint-Pieters is het belangrijkste spoorwegstation van de stad Gent, het drukste station van Vlaanderen, en het vierde drukste station van België. Op werkdagen maken ongeveer 56.000 reizigers gebruik van het station. Het werd in 1912 gebouwd ten zuiden van het oude stadscentrum ter voorbereiding van de wereldtentoonstelling van 1913. Het station heeft twaalf sporen en zes perrons, die tegen ten vroegste 2027 integraal vernieuwd zullen zijn in het kader van het Project Gent-Sint-Pieters. Er zijn ook vijf tramperrons, gelegen op verschillende plaatsen rond het station, bediend door drie lijnen van de Gentse tram.

## Geschiedenis
Reeds op het eind van de jaren 1830 werd het gebied ten zuiden van Gent in oost-westrichting doorsneden door de spoorlijn Brussel-Oostende. Het eerste station in de stad werd het Station Gent-Zuid, een kopstation in het stadscentrum. Op de lijn Brussel-Oostende werd op 3 september 1881 een kleine halte ingericht ten zuiden van de stad, het zogenaamde "Klein Sint-Pietersstation", een doorgangsstation enkele honderden meter oostwaarts van het latere Sint-Pietersstation, ter hoogte van het huidige Parkplein.
Begin 20ste eeuw werden plannen opgemaakt om dit gebied van de wijk Sint-Pieters-Aaigem ten zuiden van de historische stadskern te verstedelijken en ook een nieuw station werd hier gepland. Deze urbanisatie werden wat vooruitgeschoven met het oog op de Gentse Wereldtentoonstelling van 1913, wat ook de ontwikkeling van het nieuwe station stimuleerde. De opdracht tot ontwerpen van het station werd toegekend aan ingenieur Louis Cloquet rond 1908. Hij gaf het station een monumentaal voorkomen. Het station werd in lengterichting gebouwd langs de sporen van 1910 tot 1912. De voorgevel werd in noordelijke richting naar het nieuwe stationsplein, het Koningin Maria Hendrikaplein, georiënteerd dat in 1912-1913 werd aangelegd. De sporen kwamen nu op een verhoogde berm om de waterwegen te overbruggen en overwegen te vermijden.

## Project Gent-Sint-Pieters

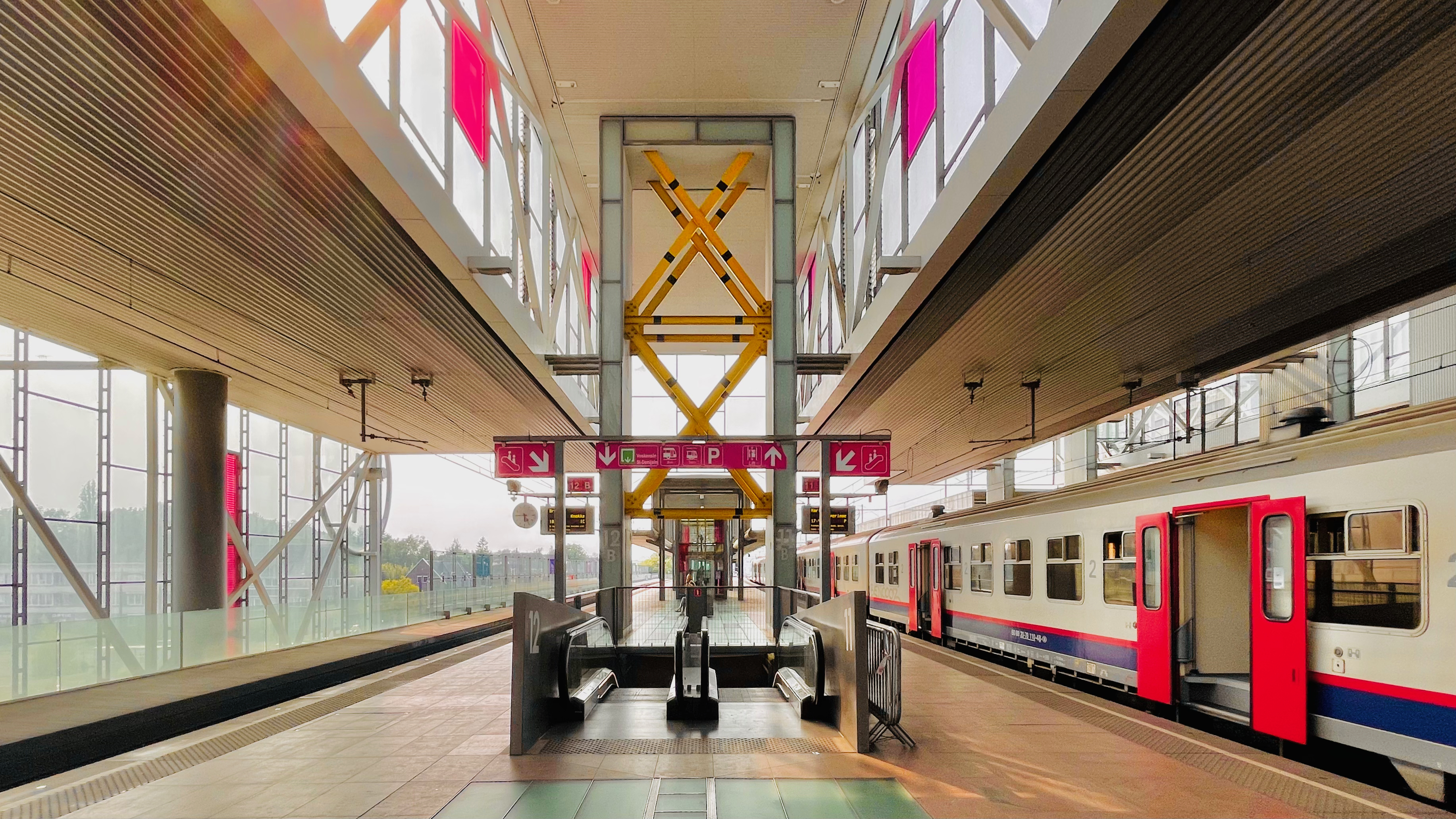
Achterste eilandperron 11-12 na de verbouwing (2021)

In het najaar van 2006 werd van start gegaan met het Project Gent-Sint-Pieters dat het station en zijn hele omgeving grondig zal veranderen en vernieuwen. Na de voorbereidende werken, die zich voornamelijk situeerden in de straten rondom het stationscomplex, konden in november 2010 de eigenlijke stationswerken aanvatten. Tegen ten vroegste 2027 zullen alle sporen en perrons integraal vernieuwd zijn en is er een grote, open ruimte onder het sporencomplex. In het kader hiervan zullen ook de nabijgelegen tramperrons gecentraliseerd worden onder het station.

## De toren
Station Gent-Sint-Pieters heeft een karakteristieke uurwerktoren die asymmetrisch ten opzichte van de hoofdingang is geplaatst. Net zoals de toren van het oud postgebouw aan de Korenmarkt, dat door dezelfde architect (Louis Cloquet) werd ontworpen.
Men had in 1975 ontdekt dat de toren scheef stond. In 1999 werd bij de renovatie van het stationsgebouw opgemerkt dat de toren nog schever stond. Pas in 2005 werd het duidelijk hoe dramatisch de staat van de toren was: hij helde dertig centimeter over onder andere omdat de metalen steun binnenin kromgetrokken en volledig verroest was. Dit maakte dat de toren niet meer water- en vochtbestendig was. Ook de oude baksteen was niet meer vocht- en vorstbestendig, daarom werd besloten om de toren steen voor steen af te breken en weer op te bouwen in gewapend beton met een buitenzijde van bakstenen gemetseld die zo veel mogelijk lijken op de oorspronkelijke stenen. De toren werd tijdens de zomer van 2006 opnieuw opgebouwd.

## De oude stationshal

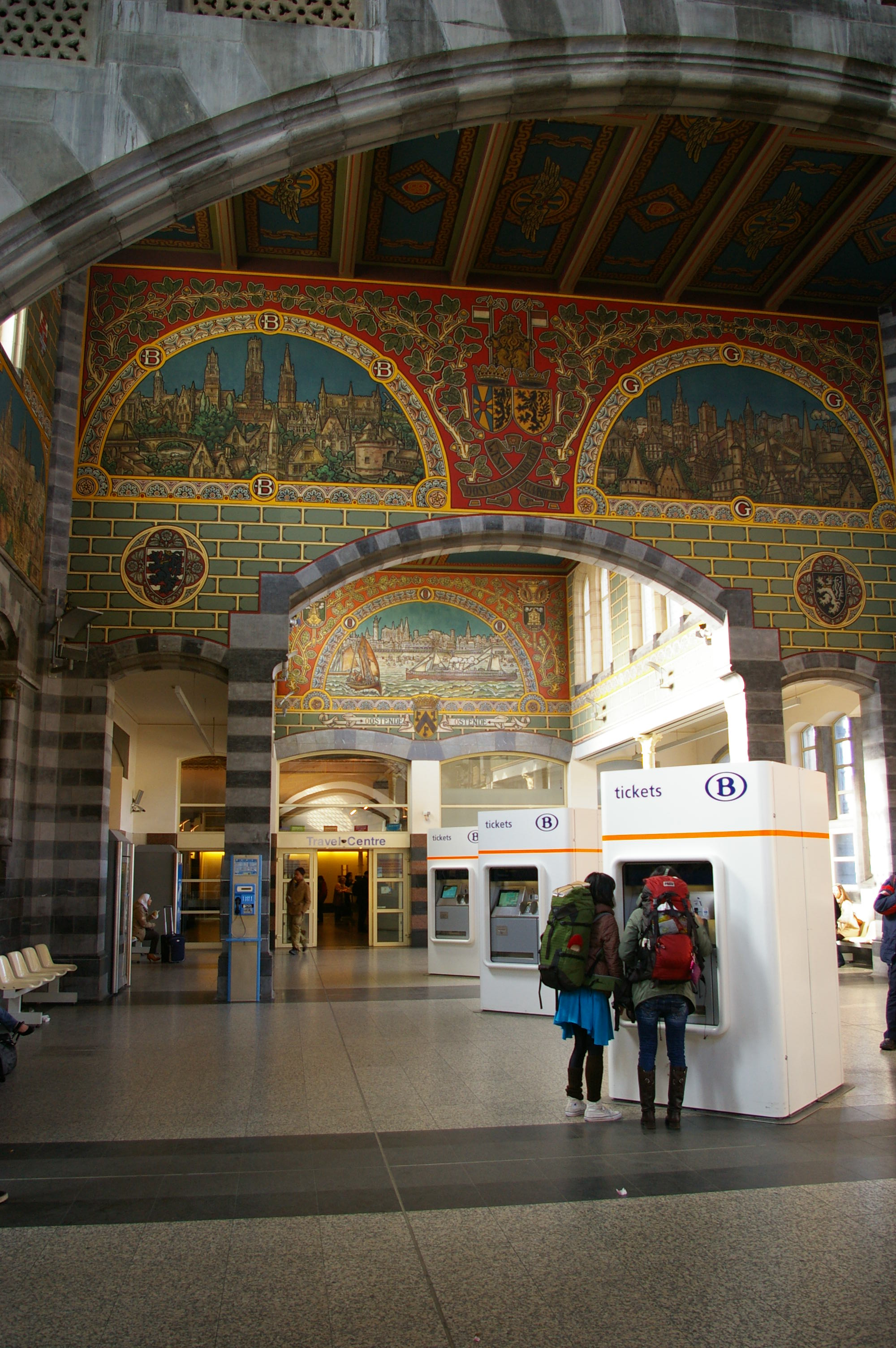
De oude stationshal

De oude hal van het station is versierd met muur- en plafondschilderingen. De muurschilderingen tonen taferelen die verschillende Belgische steden moeten voorstellen; bezoekers aan de Wereldtentoonstelling van 1913 konden zo ook met de rest van België kennismaken. Het betreft onder meer Oostende, Antwerpen, Brussel, Brugge, Kortrijk, Oudenaarde, Ieper en Mechelen.

## Treindienst

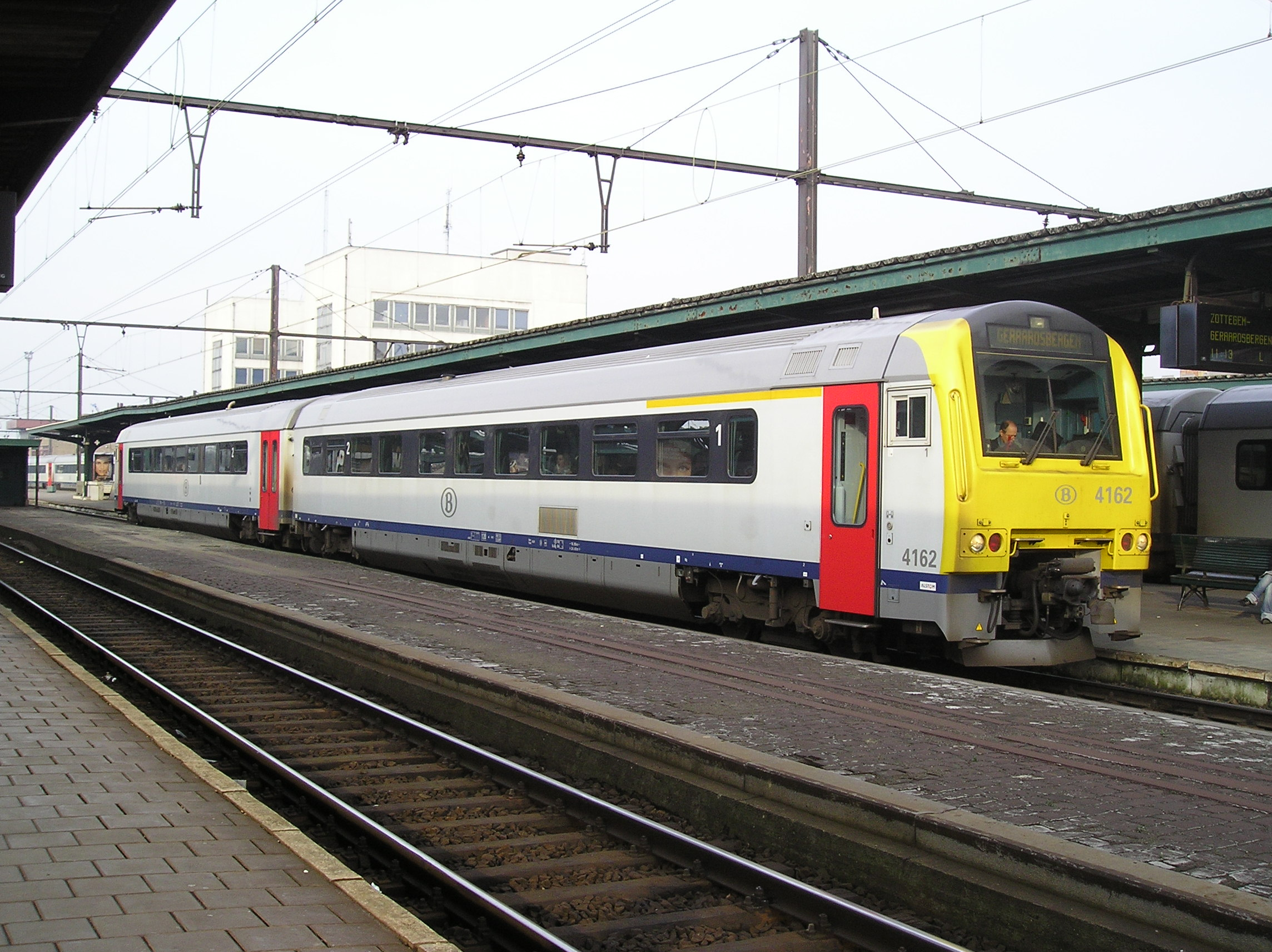
Dieseltreinstel reeks 41 in het station

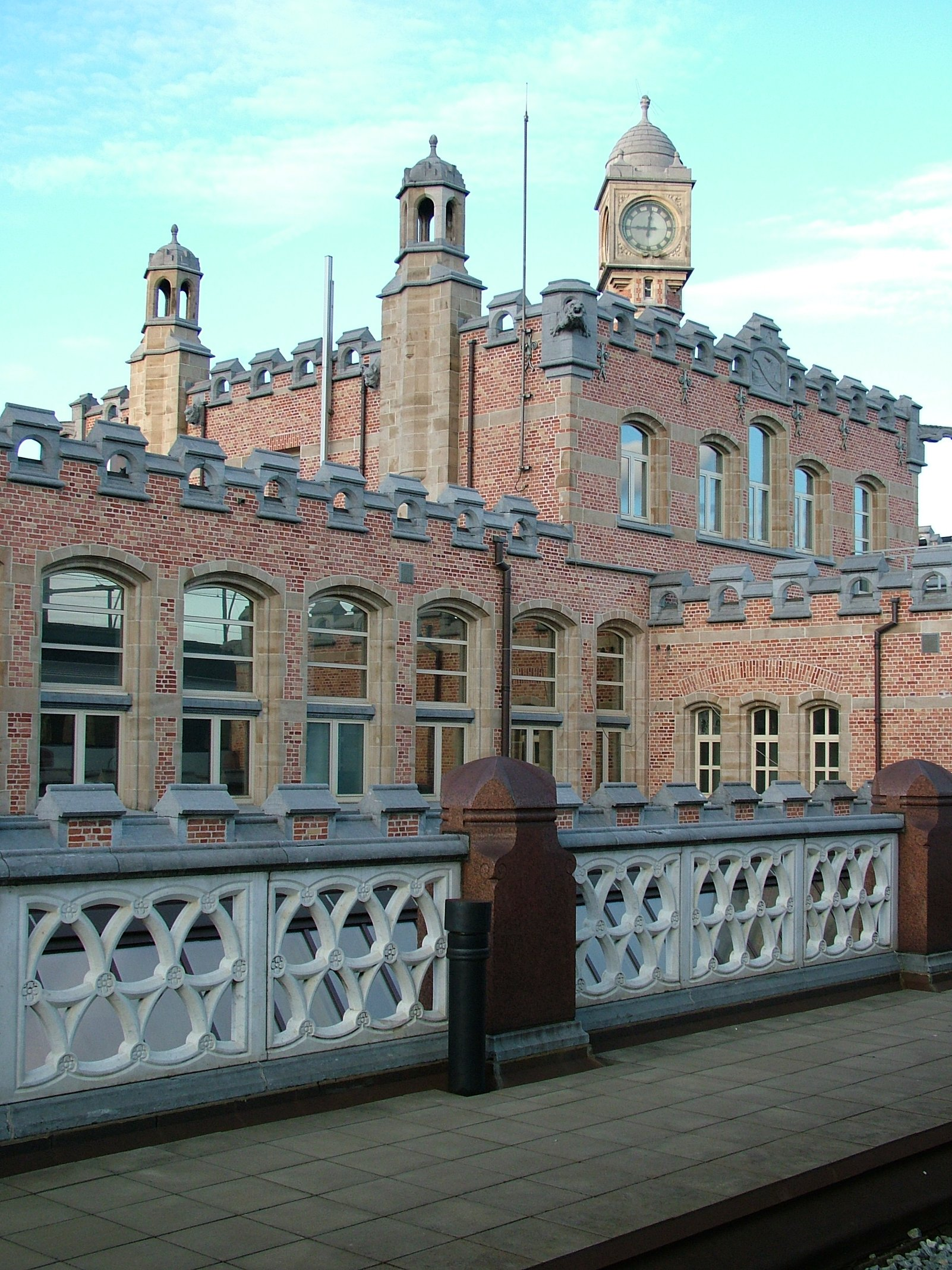
Station Gent-Sint-Pieters, zicht van op het oude perron 1, met de oude, scheef staande klokkentoren

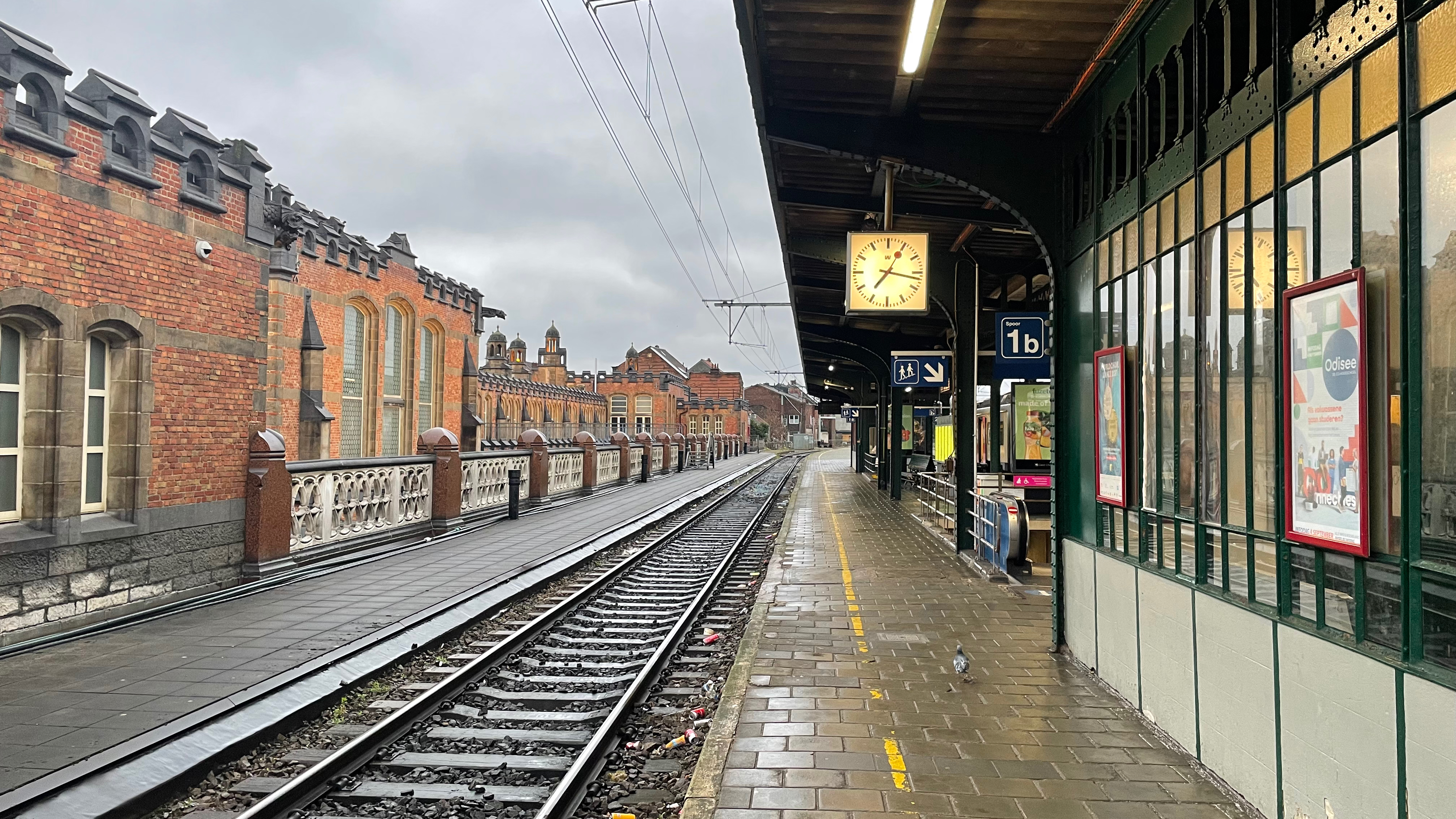
Zicht op het oude perron 1

Vanuit Gent-Sint-Pieters lopen de spoorlijnen 50 naar Brussel-Noord, 50A naar Brussel-Zuid en Brugge en Oostende, en 75 naar Rijsel. Tevens vertrekken de treinen over de lijnen 58 naar Eeklo en 59 naar Antwerpen van dit station.

### Thalys
Sinds 31 maart 2015 is de Thalys afgeschaft tussen Oostende en Brussel. Er werden veel te weinig passagiers vervoerd, waardoor de verliezen groot waren. Oostende kreeg in 1997 de Thalysverbinding omdat er in Wallonië ook één werd ingevoerd. Dit kwam door de wafelijzerpolitiek in België.

### Nationaal
| Serie       | Treinsoort            | Route | Bijzonderheden |
| ----------- | --------------------- | --- | --- |
| IC 01       | Intercity (NMBS)      | Eupen – Luik-Guillemins – Brussel-Zuid – Gent-Sint-Pieters – Brugge – Oostende                                              | |
| IC 02       | Intercity (NMBS)      | Oostende – Gent-Sint-Pieters – Antwerpen-Centraal                                                                           | |
| IC 03       | Intercity (NMBS)      | Genk – Leuven – Brussel-Zuid – Gent-Sint-Pieters – Brugge – Blankenberge                                                    | |
| IC 04       | Intercity (NMBS)      | Antwerpen-Centraal – Gent-Sint-Pieters – Kortrijk – Poperinge                                                               | |
| IC 12       | Intercity (NMBS)      | [ Oostende – Brugge – ] Kortrijk – Gent-Sint-Pieters – Brussel-Zuid – Luik-Guillemins – Welkenraedt                         | Rijdt alleen op werkdagen. Eerste en laatste ritten van/naar Oostende.                                                                           |
| IC 20       | Intercity (NMBS)      | Gent-Sint-Pieters – Aalst – Brussel-Zuid – [ Hasselt – Tongeren ] / [ Dendermonde – Lokeren ]                               | Rijdt in het weekend Gent-Sint-Pieters - Lokeren.                                                                                                |
| IC 21       | Intercity (NMBS)      | Gent-Sint-Pieters – Mechelen – Leuven                                                                                       | Rijdt in het weekend Mechelen - Leuven. |
| IC 23A      | Intercity (NMBS)      | Brussels Airport-Zaventem – Brussel-Zuid – Gent-Sint-Pieters – Brugge – Knokke                                              | |
| IC 28       | Intercity (NMBS)      | Antwerpen-Centraal – Gent-Sint-Pieters – Lichtervelde – De Panne                                                            | Rijdt alleen op werkdagen. |
| IC 29       | Intercity (NMBS)      | [ De Panne – ] Gent-Sint-Pieters – Aalst – Brussel-Zuid – Brussels Airport-Zaventem – Leuven – Landen                       | Rijdt in het weekend De Panne - Brussel-Noord.                                                                                                   |
| L 550       | L-trein (NMBS)        | Mechelen – Dendermonde – Gent-Sint-Pieters – Brugge – [ Zeebrugge-Strand ] / [ Zeebrugge-Dorp ]                             | Rijdt in het weekend tussen Zeebrugge-Strand - Gent-Sint-Pieters. Rijdt enkel in juli en augustus in de week tussen Zeebrugge-Strand - Mechelen. |
| L 850       | L-trein (NMBS)        | Mechelen – Dendermonde – Gent-Sint-Pieters – Kortrijk                                                                       | Rijdt alleen in het weekend. |
| S 51        | S-trein Gent (NMBS)   | Eeklo – Gent-Sint-Pieters – Oudenaarde – Ronse                                                                              | Rijdt op zondag 1×/2u. |
| S 52        | S-trein Gent (NMBS)   | Gent-Sint-Pieters – Zottegem – Geraardsbergen                                                                               | |
| S 53        | S-trein Gent (NMBS)   | Ronse – Oudenaarde – Gent-Sint-Pieters – Gent-Dampoort – Lokeren – Antwerpen-Centraal                                       | In het weekend wordt lijn S53 verlengd tot Antwerpen-Centraal, en vervangt daarmee lijn S34 van het Antwerpse S-netwerk.                         |
| P 7000/8000 | Piekuurtrein (NMBS)   | [ Oostende – Brugge – ] / [ De Panne – ] / [ Poperinge – Ieper – Kortrijk – ] Gent-Sint-Pieters – Brussel-Zuid – Schaarbeek | Twee treinen per dag per richting. Een trein op zondagavond vanaf De Panne.                                                                      |
| P 7010/8010 | Piekuurtrein (NMBS)   | [ Gent-Sint-Pieters – ] / [ Sint-Niklaas – Gent-Dampoort – ] Brussel-Zuid – Schaarbeek                                      | Rijdt alleen op werkdagen. Een trein vanaf Sint-Niklaas.                                                                                         |
| P 7050/8050 | Piekuurtrein (NMBS)   | Brugge – Gent-Sint-Pieters                                                                                                  | Rijdt alleen op werkdagen. |
| P 7085/8085 | Piekuurtrein (NMBS)   | Eeklo – Gent-Sint-Pieters                                                                                                   | Rijdt alleen op werkdagen, niet tijdens vakanties.                                                                                               |
| P 7960/8960 | Piekuurtrein (NMBS)   | Geraardsbergen – Zottegem – Gent-Sint-Pieters                                                                               | Rijdt alleen op werkdagen. |
| P 7970/8970 | Piekuurtrein (NMBS)   | Geraardsbergen – Denderleeuw – Gent-Sint-Pieters                                                                            | Rijdt alleen op werkdagen. |
| P 7995/8995 | Piekuurtrein (NMBS)   | [ De Panne – ] / [ Kortrijk – ] Gent-Sint-Pieters                                                                           | Rijdt alleen op werkdagen. |
| P 8890      | Piekuurtrein (NMBS)   | Poperinge – Ieper – Kortrijk – Gent-Sint-Pieters – Mechelen – Leuven – Sint-Joris-Weert                                     | Een trein op zondagavond. |
| ICT 6705    | Toeristentrein (NMBS) | Antwerpen-Centraal – Gent-Sint-Pieters – Brugge – Blankenberge                                                              | Rijdt in juli en augustus. |
| ICT 6710    | Toeristentrein (NMBS) | [ Neerpelt – ] / [ Turnhout – ] Herentals – Mechelen – Gent-Sint-Pieters – Brugge – Blankenberge                            | Rijdt in juli en augustus. |
| ICT 6800    | Toeristentrein (NMBS) | Tongeren – Hasselt – Brussel-Zuid – Gent-Sint-Pieters – Brugge – Oostende                                                   | Rijdt in juli en augustus. |
| ICT 6900    | Toeristentrein (NMBS) | Brussel-Noord – Brussel-Zuid – Gent-Sint-Pieters – De Panne                                                                 | Rijdt in juli en augustus. |

Het tweede belangrijkste station van de stad is Gent-Dampoort, gelegen in de Dampoortwijk. Dit station langs de spoorlijnen 58 en 59 wordt bediend door de IC Poperinge / Rijsel - Kortrijk - Gent - Antwerpen en Antwerpen - Gent - Brugge - Oostende. Ook de S-trein naar Eeklo stopt er, evenals die naar Antwerpen-Centraal.

## Galerij

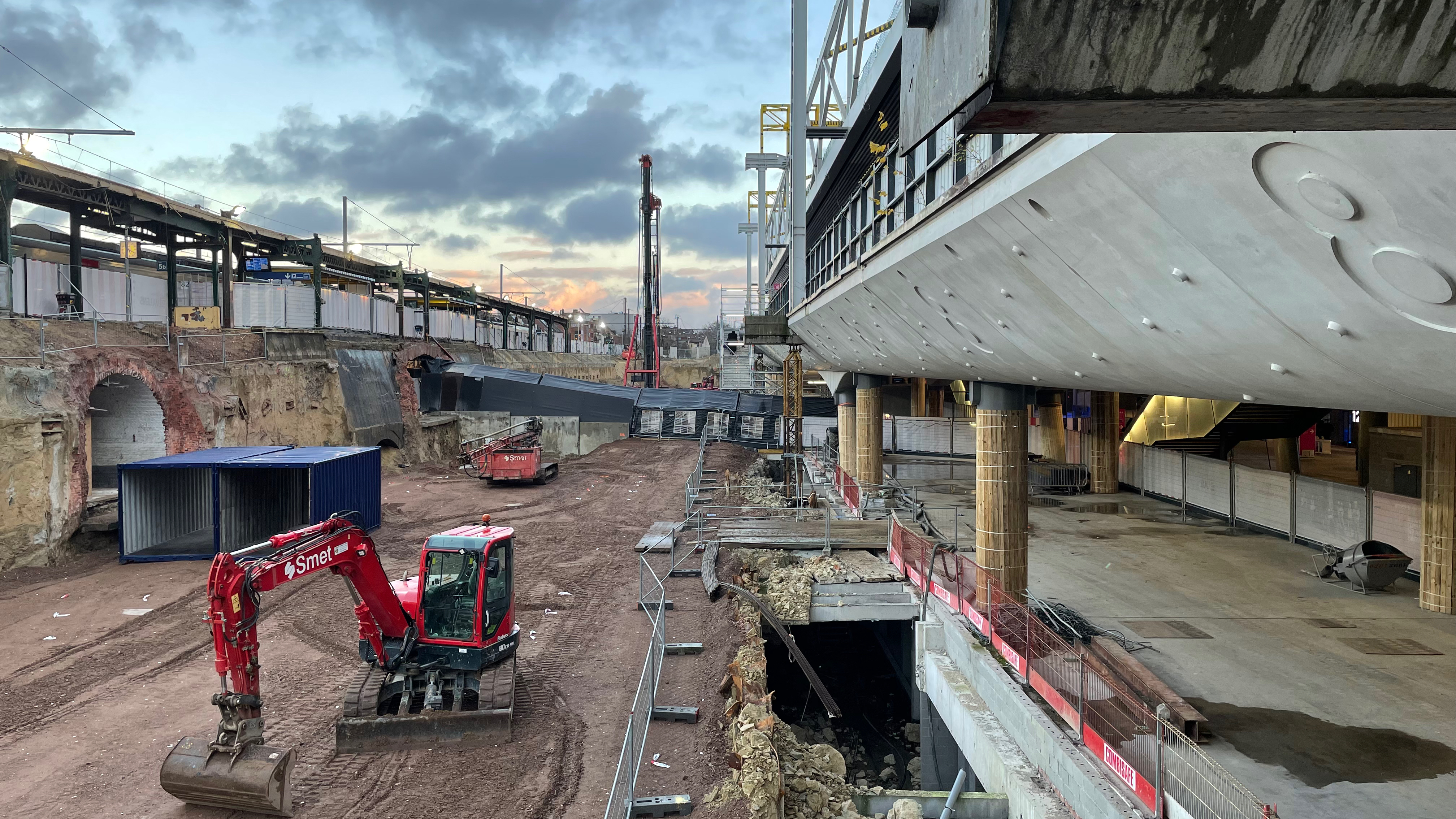
Werken in het station
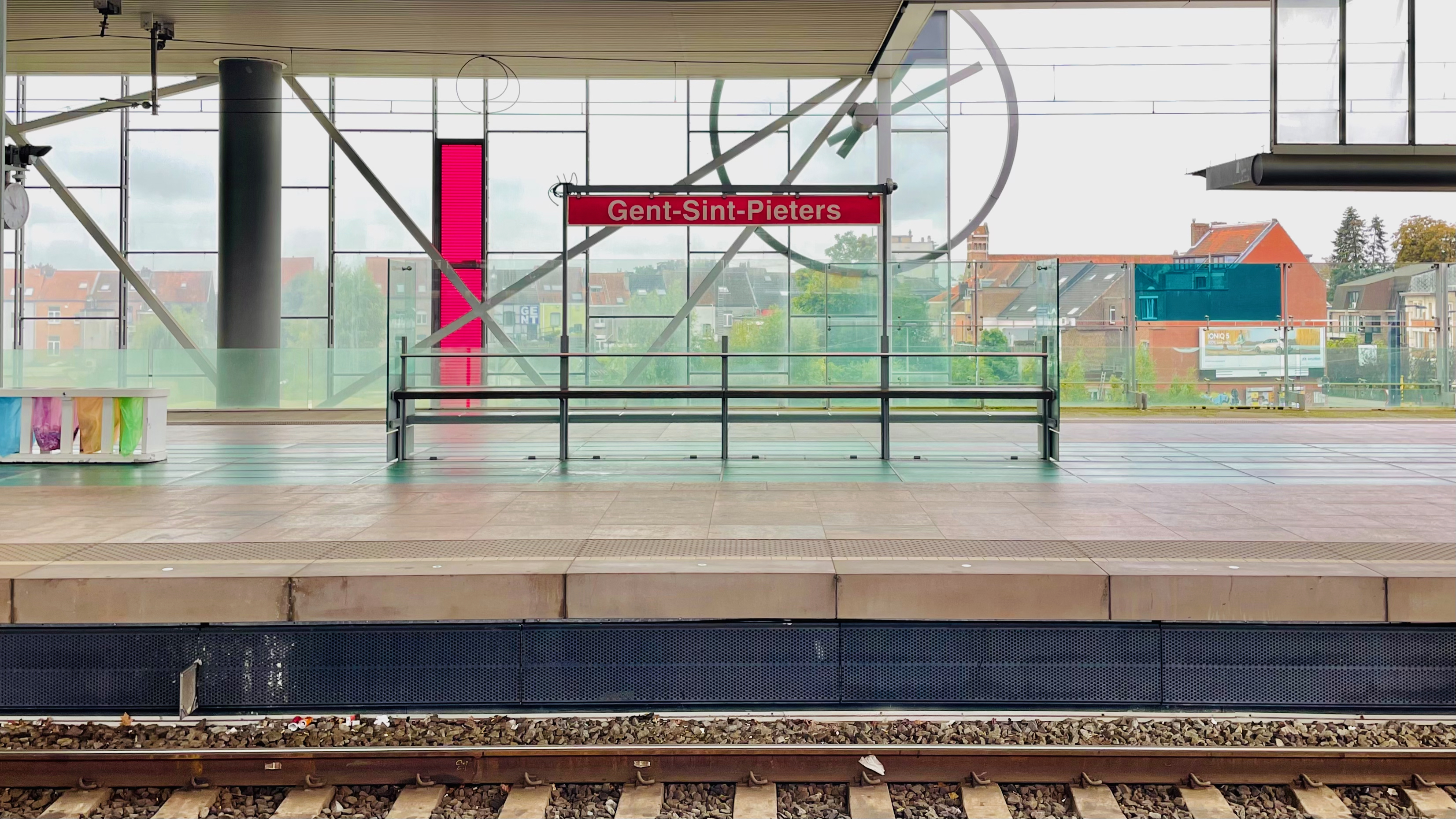
Plaatsnaambord
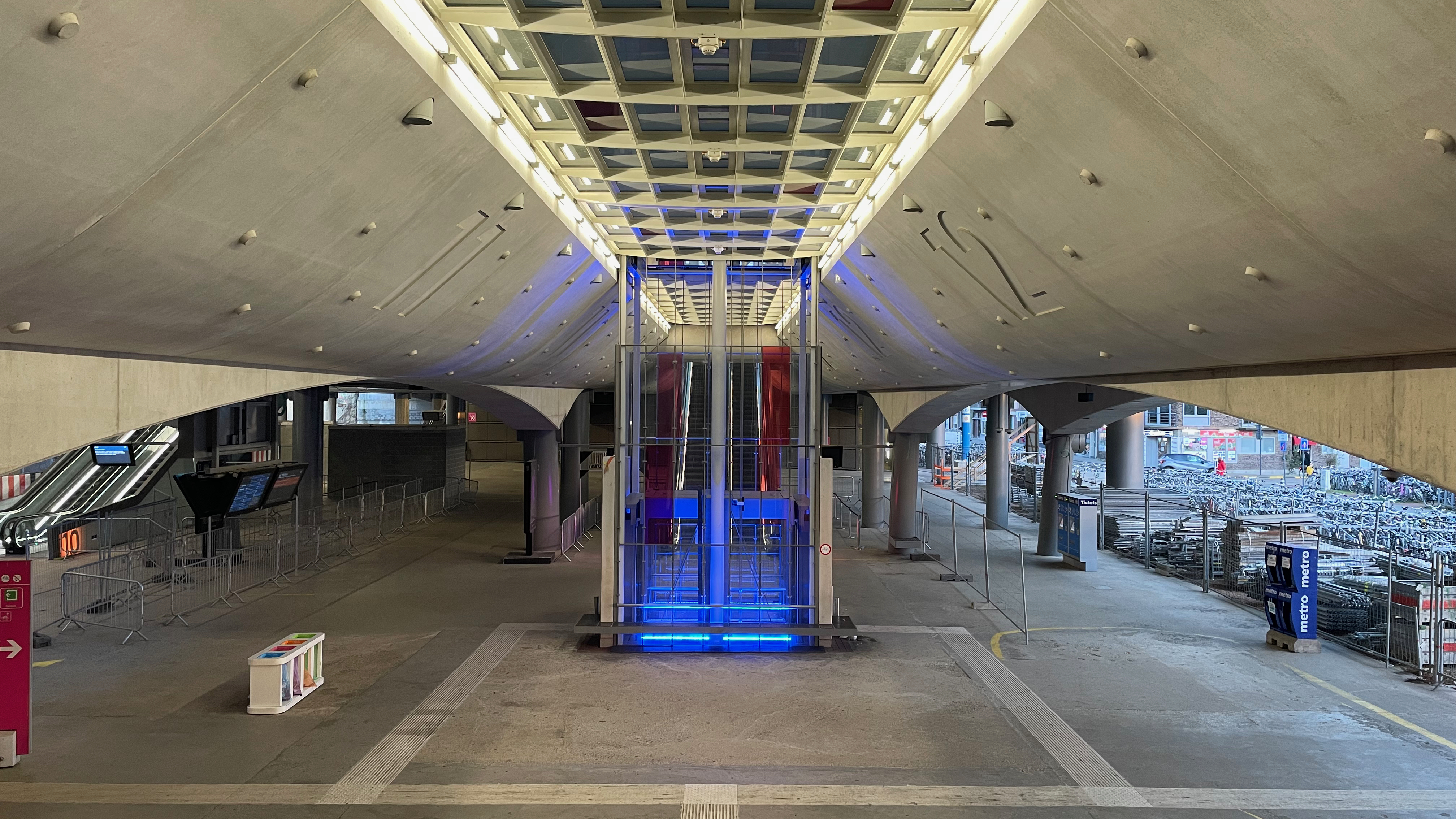
Doorgang onder de sporen
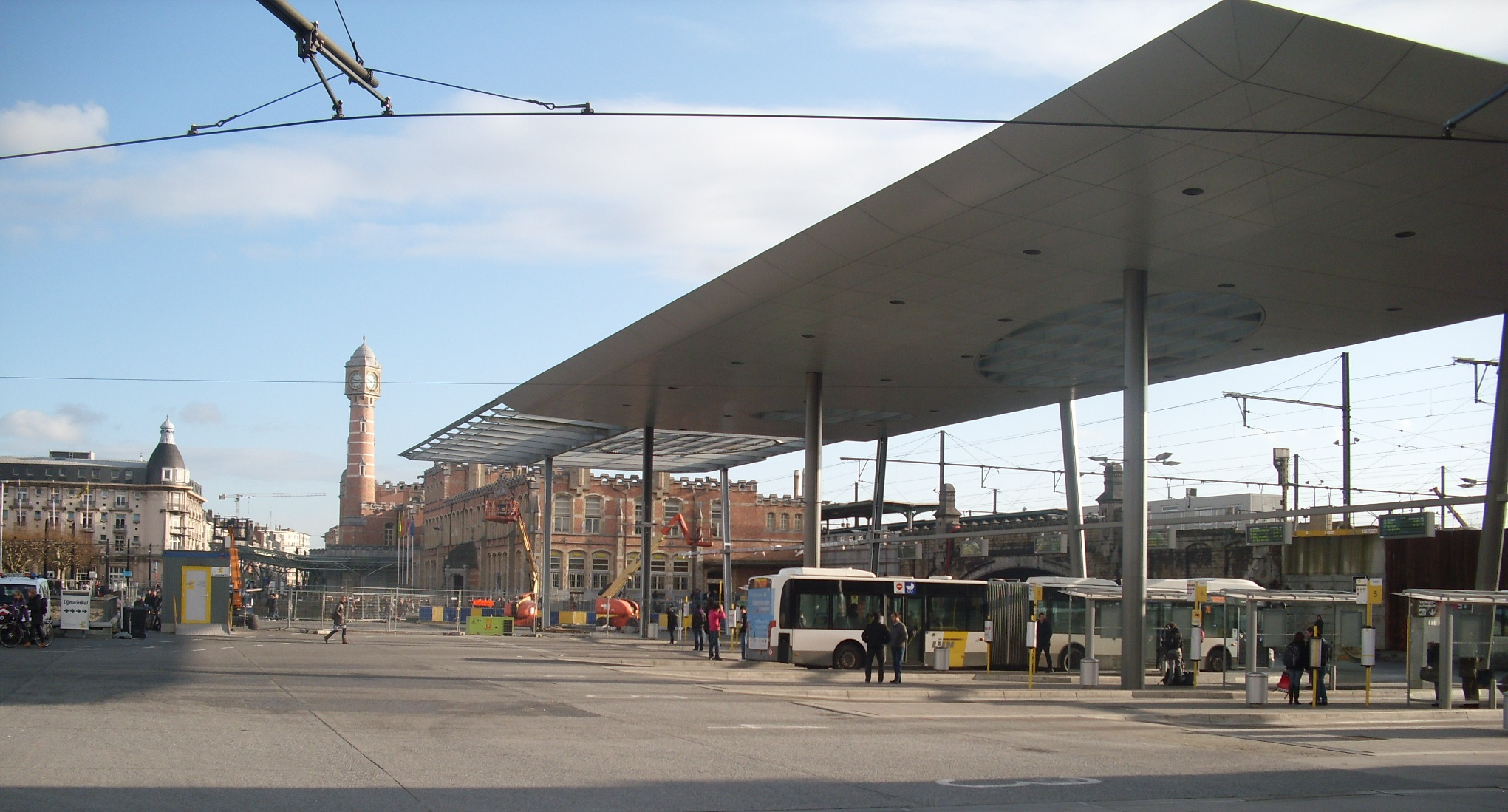
Busperrons

## Reizigerstellingen
De grafiek en tabel geven het gemiddeld aantal instappende reizigers weer op een week-, zater- en zondag.
|  | Tabel: aantal instappende reizigers station Gent Sint-Pieters | Tabel: aantal instappende reizigers station Gent Sint-Pieters | Tabel: aantal instappende reizigers station Gent Sint-Pieters | Tabel: aantal instappende reizigers station Gent Sint-Pieters |
|  |                                                               | Weekdag                                                       | Zaterdag                                                      | Zondag                                                        |
|  | ------------------------------------------------------------- | ------------------------------------------------------------- | ------------------------------------------------------------- | ------------------------------------------------------------- |
|  | 1977                                                          | 31 711                                                        | 9 700                                                         | 8 800                                                         |
|  | 1978                                                          | 31 435                                                        | 9 677                                                         | 8 600                                                         |
|  | 1979                                                          | 29 387                                                        | 9 085                                                         | 8 199                                                         |
|  | 1980                                                          | 28 017                                                        | 9 500                                                         | 8 500                                                         |
|  | 1981                                                          | 29 173                                                        | 9 887                                                         | 8 893                                                         |
|  | 1982                                                          | 31 941                                                        | 9 404                                                         | 9 760                                                         |
|  | 1983                                                          | 30 410                                                        | 8 494                                                         | 8 040                                                         |
|  | 1984                                                          | 33 020                                                        | 9 132                                                         | 9 241                                                         |
|  | 1985                                                          | 31 308                                                        | 9 709                                                         | 12 700                                                        |
|  | 1986                                                          | 33 048                                                        | 8 800                                                         | 9 184                                                         |
|  | 1987                                                          | 31 496                                                        | 9 087                                                         | 10 968                                                        |
|  | 1988                                                          | 32 846                                                        | 10 537                                                        | 11 213                                                        |
|  | 1989                                                          | 32 659                                                        | 9 482                                                         | 10 191                                                        |
|  | 1990                                                          | 30 826                                                        | 10 319                                                        | 10 704                                                        |
|  | 1991                                                          | 33 874                                                        | 10 164                                                        | 10 929                                                        |
|  | 1992                                                          | 33 583                                                        | 10 469                                                        | 11 892                                                        |
|  | 1993                                                          | 33 592                                                        | 11 552                                                        | 10 448                                                        |
|  | 1994                                                          | 37 066                                                        | 10 072                                                        | 9 926                                                         |
|  | 1995                                                          | 34 097                                                        | 12 232                                                        | 10 514                                                        |
|  | 1996                                                          | 35 724                                                        | 12 008                                                        | 10 276                                                        |
|  | 1997                                                          | 35 415                                                        | 12 303                                                        | 13 162                                                        |
|  | 1998                                                          | 36 938                                                        | 10 648                                                        | 10 968                                                        |
|  | 1999                                                          | 32 207                                                        | 9 545                                                         | 9 378                                                         |
|  | 2000                                                          | 35 627                                                        | 12 386                                                        | 11 625                                                        |
|  | 2001                                                          | 38 079                                                        | 10 983                                                        | 10 687                                                        |
|  | 2002                                                          | 36 708                                                        | 14 183                                                        | 15 545                                                        |
|  | 2003                                                          | 41 163                                                        | 15 552                                                        | 20 270                                                        |
|  | 2004                                                          | 38 841                                                        | 14 823                                                        | 13 362                                                        |
|  | 2005                                                          | 44 500                                                        | 17 717                                                        | 16 487                                                        |
|  | 2006                                                          | 44 718                                                        | 16 366                                                        | 18 582                                                        |
|  | 2007                                                          | 44 670                                                        | 20 611                                                        | 20 461                                                        |
|  | 2008                                                          | -                                                             | -                                                             | -                                                             |
|  | 2009                                                          | 44 525                                                        | 15 100                                                        | 15 136                                                        |
|  | 2010                                                          | -                                                             | -                                                             | -                                                             |
|  | 2011                                                          | -                                                             | -                                                             | -                                                             |
|  | 2012                                                          | 53 954                                                        | 20 475                                                        | 18 905                                                        |
|  | 2013                                                          | 49 252                                                        | 18 341                                                        | 16 851                                                        |
|  | 2014                                                          | 54 169                                                        | 20 985                                                        | 20 491                                                        |
|  | 2015                                                          | 55 817                                                        | 21 184                                                        | 22 046                                                        |
|  | 2016                                                          | 55 143                                                        | 22 343                                                        | 22 100                                                        |
|  | 2017                                                          | 56 314                                                        | 23 361                                                        | 22 158                                                        |
|  | 2018                                                          | 56 189                                                        | 22 000                                                        | 18 195                                                        |
|  | 2019                                                          | 55 325                                                        | 25 486                                                        | 20 416                                                        |
|  | 2020                                                          | 25 717                                                        | 13 211                                                        | 12 766                                                        |
|  | 2021                                                          |                                                               |                                                               |                                                               |
|  | 2022                                                          | 48 138                                                        | 25 618                                                        | 22 423                                                        |
|  | 2023                                                          | 48 441                                                        | 25 578                                                        | 23 452                                                        |
|  | 2024                                                          | 48 885                                                        | 23 575                                                        | 23 324                                                        |

## Voor- en natransport

### Bus- en tram
Voor de buurtspoorwegen was dit station het eindpunt voor alle tramlijnen, behalve de tram 'M' naar Merelbeke. Thans vertrekt een groot aantal streekbussen vanaf dit station. Tevens is het station een belangrijk knooppunt voor het stadsvervoer met vele tram- en buslijnen.

### Fietsenstallingen
In en nabij het station bevinden zich fietsenstallingen die anno 2024 plaats bieden aan 14.000 fietsen, en daarmee samen de grootste fietsenstalling van België vormen.
Het project Gent-Sint-Pieters voorziet tegen 2027 samen 17.000 fietsplaatsen in en onder het station, wat bij het bekendmaken van de plannen in 2020 de "grootste overdekte fietsenstalling van Europa" werd genoemd.
Destelbergen · Drongen · Drongensesteenweg · Gentbrugge · Gent-Dampoort · Gent-Heirnis · Gent-Muide · Gent-Noord · Gent-Oost · Gent-Rabot · Gent-Rodenhuize · Gent-Sint-Pieters · Gent-Waas · Gent-Zeehaven · Gent-Zuid · Halewijn · Ledeberg · Merelbeke · Oostakker · Sint-Amandsberg-Westveld · Sint-Denijs-Westrem · Wondelgem
0,0: Brussel-Noord ·
1,0: Koninklijk Station ·
2,4: Laken ·
3,2: Bockstael ·
4,1: Jette ·
7,6: Sint-Agatha-Berchem ·
8,9: Groot-Bijgaarden ·
11,0: Dilbeek ·
13,7: Sint-Martens-Bodegem ·
15,6: Ternat-Brusselsesteenweg ·
16,7: Ternat ·
20,3: Essene-Lombeek ·
21,9: Liedekerke ·
23,8: Denderleeuw ·
26,7: Erembodegem ·
29,7: Aalst ·
34,5: Lede ·
37,0: Serskamp ·
40,3: Schellebelle ·
43,1: Wetteren ·
46,9: Kwatrecht ·
49,5: Melle ·
52,6: Merelbeke ·
Ledeberg ·
55,6: Gent-Sint-Pieters
3,8: Brussel-Zuid ·
7,8: Anderlecht ·
52,1: Gent-Sint-Pieters ·
56,1: Drongen ·
58,8: Halewijn ·
61,9: Landegem ·
64,9: Hansbeke ·
68,5: Bellem ·
71,5: Aalter ·
76,1: Maria-Aalter ·
80,7: Beernem ·
86,5: Oostkamp ·
92,2: Brugge ·
98,9: Varsenare ·
101,8: Jabbeke ·
108,0: Oudenburg ·
109,9: Zandvoorde ·
114,3: Oostende
0,0: Gent-Sint-Pieters ·
3,9: Drongensesteenweg ·
4,6: Mariakerke ·
6,2: Eecloweg ·
7,8: Lindestraat ·
8,6: Wondelgem ·
12,1: Langerbrugge ·
15,0: Doornzele ·
16,4: Terdonck-Cluysen ·
19,8/21,1: Ertvelde ·
22,2/23,5: Klein-Rusland ·
23,4/24,7: Zelzate ·
17: Sas van Gent ·
22: Philippine ·
24: Sluiskil brug ·
26/63: Sluiskil ·
31/68: Terneuzen
0,0: Gent-Sint-Pieters ·
1,3: Gentbrugge-Zuid ·
2,0: Gentbrugge ·
3,1: Gent-Heirnis ·
4,0: Gent-Dampoort ·
6,1: Gent-Muide ·
8,4: Wondelgem ·
9,1: Molenheide ·
10,9: Evergem ·
14,0: Sleidinge ·
16,0: Eeksken ·
17,8: Arisdonk ·
18,8: Waarschoot ·
22,7: Eeklo ·
23,9: Boelare ·
27,8: Balgerhoeke ·
29,9: Adegem ·
32,7: Maldegem ·
37,1: Donk ·
41,6: Sijsele ·
45,7: Assebroek ·
48,3: Steenbrugge ·
51,4: Brugge
0: Gent-Sint-Pieters ·
3,7: Sint-Denijs-Westrem ·
5,0: Hemelrijk ·
6,1: De Pinte ·
9,0: Broekstraat ·
9,8: Deurle ·
12,1: Muizenhol ·
13,1: Beekstraat ·
13,8: Astene ·
15,1: Deinze ·
19,0: Machelen ·
22,0: Olsene ·
24,4: Zulte ·
27,3: Waregem ·
31,8: Desselgem ·
33,9: Beveren-Leie ·
36,1: Harelbeke ·
41,4: Kortrijk ·
42,2: Kortrijk-Vorming ·
43,9: Marke ·
46,5: Lauwe ·
49,8: Aalbeke ·
53,8: Moeskroen